# Emil Grünig
Emil Grünig (Krattigen, 26 luglio 1915 – Kriens, 25 ottobre 1994) è stato un tiratore a segno svizzero.

## Palmarès

### Olimpiadi
- 1 medaglia:
  - 1 oro (Londra 1948 nella carabina 300 metri tre posizioni)